# 姚喆
姚喆（1906年8月28日—1979年5月27日），原名姚秩章。湖南省邵阳县横塘冲村人，中国人民解放军中将、中华人民共和国军事将领。

## 生平

### 第一次国共内战
早年读私塾。1925年，参加本村农民协会，担任裁判委员、主席等职。1927年，因马日事变被通缉，后逃离家乡，1928年4月，加入湘军独立第5师随营学校，在副校长黄公略过问下录取。1928年7月，参加平江起义，加入中国工农红军。1929年，加入中国共产党。在红军中，历任连长、营长、团长、师参谋长，参加了中央苏区历次反围剿战争。1934年，担任红三军团四师一团参谋长。同年1月25日，该团受命主攻福建省沙县。姚喆和张震率领突击队员发生巷战，后在交战中，面部被猛砍一刀，因伤势太重，三天后才被抢救苏醒，但左脸留有3寸多长的伤疤，他也因此获“姚一刀”的绰号。
1934年，调任中央保卫局属总部队任总队长，兼黄安、梅瓨区卫戍司令员。后随中央红军被迫长征，担任保卫团团长。遵义会议后，担任红三军团十团团长，四渡赤水中的土城战斗负伤，后改任红三军团教导营一连长、十二团团长。1935年1月，随部抵达陕北，担任七十八师参谋长。1936年，跟随刘志丹东渡黄河；同年7月，担任独立师师长。1937年9月，担任八路军120师358旅参谋长。

### 抗日战争期间
1938年2月，因715团团长王尚荣负伤，代理715团长。1938年7月，八路军总部决定以120师358旅715团和师直骑兵营一个连组成大青山支队，进入大青山地区。358旅政委李井泉改任支队长，旅参谋长姚喆改任支队参谋长。7月29日，两人率领大青山支队2500名将士从山西五寨出发，挺进大青山，不久开始组建骑兵。1940年，日军开始对大青山地区扫荡，姚喆率领大青山骑兵支队在绥远敌占区与日寇展开了骑兵游击战，先后任大青山骑兵支队副司令员、司令员。1943年，任塞北军分区司令员。1945年8月，姚喆奉命集中大青山骑兵支队兵力，配合晋绥军区主力和晋察冀军区一部，迅速截断平绥铁路，收复沿线的丰镇、集宁等城镇。9月，绥蒙军区组建，姚喆任司令员、张达志任政委，下辖由大青山骑兵支队改编的骑兵旅。

### 第二次国共内战
1945年，任绥蒙军区司令员，率部参加大同集宁战役，与傅作义部互有攻守。傅作义立即派出国军第三十五军新编第三十一师，由师长安春山指挥，第一次攻打集宁，并相继占领绥东的丰镇、大同、阳高、天镇等地，姚喆奉命进行反击。傅作义收缩兵力于归绥、包头两地，采取“依城野战”战略，与姚喆指挥的部队周旋。1946年1月13日，受蒋介石密令，傅作义派袁庆荣指挥暂编第三军偷袭卓资山，孙兰峰指挥骑兵部队攻打集宁，并相继占领两地。1月14日晨，贺龙和李井泉致电姚喆，命令骑兵旅和第二十七团、九团等部队迅速反击，夺回集宁城。姚喆率骑兵旅于1月15日下午到达集宁城外围，连夜组织攻城。为了争取时间，姚喆亲自带领突击队猛冲猛打，于1月16日上午击溃孙兰峰的骑兵部队，共军再次占领集宁城。 
9月初，傅作义派周北峰前往丰镇进行和谈，一面又秘密召集董其武、孙兰峰等高级将领开会，部署攻打卓资山和集宁等战略要地。同月10日，国军第三次进攻集宁，姚喆率部死守，并于9月12日撤退。1949年2月，第八纵队改称中国人民解放军第8军，隶属第一野战军序列，姚喆由纵队司令员改任军长，下辖第二十二、二十三师和骑兵第一师；此外他仍兼绥蒙军区司令员。同年9月19日，董其武率绥远军政代表39人签署《绥远和平起义通电》，根据谈判结果，绥远军区司令员由傅作义担任，薄一波兼任政委，姚喆、董其武、乌兰夫等人担任绥远军区副司令员。双方就国军起事部队进行改造，并于1950年12月结束，部队编为中国人民解放军第二十三兵团，董其武任司令员，姚喆任副司令员。

### 共和国成立后
1951年8月，他率部参加朝鲜战争，任中国人民志愿军第23兵团副司令员。同年底回国后，1955年，被授予中将军衔。同年2月，历任解放军总高级步兵学校第一副校长、校长。1969年，担任武汉军区副司令员。1979年5月27日，在北京病逝。1980年8月20日，骨灰送往呼和浩特市，安放于大青山陵园。
获中共三等红星奖章，1955年获一级八一勋章、一级独立自由勋章、一级解放勋章。

## 家庭
- 夫人：张秀英（1924年—2025年5月27日），河北省完县人。[12]
- 长子：姚普明（1945年—），曾任海军航空兵副参谋长，少将军衔。
- 次子：姚普光
- 三子：姚普新
- 四子：姚普建
- 长女：姚晓瑾（1946年—）
- 次女：姚晓莉